# 43a Divisió (Exèrcit Popular de la República)
La 43a Divisió de l'Exèrcit Popular espanyol va ser una de les divisions que es van organitzar per la II República durant la Guerra Civil espanyola per combatre els rebels coneguts com el bàndol nacional. Durant l'ofensiva d'Aragó va rebre el nom d'«Heroica»

## Historial
Va ser fundada el juny de 1937, agrupant les Brigades Mixtes 72a, 102a i 130a; va quedar integrada en el X Cos d'Exèrcit.
Durant la guerra va servir en el Front d'Aragó, a l'àrea pirinenca, cobrint el front des de la frontera fins a la Serra de Guara i va participar en la batalla de l'Ebre.
El setembre del 1937 va ser punta de llança en l'ofensiva republicana sobre el Serrablo que va conquistar les localitats aragoneses de Gavín, Biescas, Yosa de Sobremonte, Aso de Sobremonte, Arguisal i Acumuer. Va aïllar 350 soldats franquistes a la Vall de Tena i gairebé assoleix conquistar la industrial i estratègica localitat de Sabiñánigo. Fins al novembre d'aquest mateix any, la 43 es va debilitar intentant mantenir els terrenys recuperats fins que ambdós bàndols, esgotats i amb més de 2.500 baixes en les files governamentals i algunes menys en les franquistes, van optar per atrinxerar-se i donar per acabada la batalla.
Arran de l'ofensiva de l'exèrcit nacionalista del març de 1938, la divisió es va retirar cap a la població de Bielsa, quedant aïllada contra la frontera francesa, en el que es coneix com la Bossa de Bielsa. Durant aquests dies va destacar el paper del cap de la Divisió, el major de Milícies Antonio Beltrán Casaña, que va aconseguir mantenir alta la moral dels soldats.
La Divisió va participar en un atac de diversió del contraatac de la batalla de Balaguer, que va assolir recuperar algun territori tant en l'atac principal com en el de diversió, encara que la finalitat essencial de l'operació era la de comprovar les capacitats militars de l'Exèrcit de Catalunya que acabava de ser reorganitzat pel general Vicente Rojo Lluch.
El dia 9 de juny de 1938, les forces nacionals, precedides per intensos bombardejos aeris, i gaudint de clara superioritat numèrica, ataquen la 43a. que es veu obligada a internar-se a França el 14 de juny, no sense haver protegit abans la retirada de la població civil a través del Port Vell de Bielsa.
El Govern francès va organitzar un referèndum entre els soldats de la Divisió, en el qual se'ls permetia escollir entre tornar a territori republicà o passar-se a territori nacionalista. Només 41 soldats, acompanyats de 5 infermeres, van escollir la segona opció, mentre que 6.889 soldats van passar a Catalunya, passant la frontera per Portbou. Desarmada perquè els francesos van confiscar el seu armament, la Divisió és reorganitzada a l'1 de juliol de 1938, a temps per a prendre part en la batalla de l'Ebre, en la qual inicialment estava previst que participés únicament desplegada com reserva.
Després del nou atac nacionalista el desembre de 1938, es retira cap a Tarragona, seguint posteriorment fins a Barcelona, passant a França de nou per Portbou durant la retirada.

## Comandaments destacats
- El major de Milícies, l'aragonès Antonio Beltrán Casaña («El Esquinazao» o també «L'Esquinazau») des de març de 1938.
- Comissari polític: Máximo Gracia Royo

## Batalles destacades
- Front d'Aragó
- Bossa de Bielsa
- Batalla de l'Ebre

## Homenatges
La Divisió va rebre un primer homenatge per part del Govern republicà, consistent en l'emissió d'una sèrie de segells.
En el 65è aniversari de la batalla de l'Ebre, es va posar una placa a la cota 705, al terme municipal de El Pinell de Brai, a la Terra Alta, en record de la seva participació en aquesta batalla.